# Aribonci
Aribonci so bili plemiški rod, ki je imel pomembne položaje na Bavarskem in takratni Mejni grofiji Avstriji (Marchia orientalis) ali v Ostarrîchiju med leti od okoli 850 in 1100.

## Genealogija
Začetke je mogoče izslediti na območju Freisinga (verjetno med Huosi, Fagana in romarji iz 8. stoletja) in Mainza. Slava rodbine je povezana z njihovo vlogo v Mejni grofiji Avstriji, kjer je Ar(i)bo, grof na območju Freisinga, leta 871 po smrti mejnih grofov Viljema II. Gornjepanonskega in Engelšalka I. Gornjepanonskega, kot voditelj Donavske grofije in v Traungavu prevzel naziv mejni ali mejni grof. Dolga leta je vodil vojne proti potomcem svojih predhodnikov. Bil je eden redkih, ki je preživel poraz pri Bratislavi (Pressburgu) leta 907. Zato velja za prednika Ariboncev.
Po madžarskih bojih Ariboncev ni bilo več v vzhodnem Podonavju, ampak so bili zdaj v dolini Inna in Zillerja ter na območju, ki je kasneje postalo Štajerska. S sorodstvenimi odnosi s salzburškimi nadškofi, zlasti z Adalbertom II., so lahko razširili in utrdili svoj položaj.
Aribo I., zet bavarskega palatinskega grofa Hartvika I., je tega nasledil na položaju in leta 994 ustanovil samostan Seeon v Chiemgauu kot hišni samostan. Uspelo mu je pridobiti relikvije svetega Lamberta Lièškega, ki velja za hišnega zavetnika. Leta 1004 sta Aribova žena Adala in njen sin Aribo v njegovem imenu ustanovila tudi opatijo Göss na Štajerskem. Ta sin je leta 1021 postal nadškof v Mainzu in hkrati kraljevi nadkaplan. Leta 1025 je postal tudi nadkancler Italije. Aribonec je bil tudi Pilgrim, kölnski nadškof od leta 1021, nadkancler Italije od leta 1031, tekmec Ariba za politični vpliv v imperiju. Aribonci so pridobili položaj moči, ki se izraža v teh dveh osrednjih škofovskih imenovanjih, v bistvu prek saških cesarjev, in sicer prek Henrika II.
Leta 1053 sta palatin Aribo II. in njegov brat Boto, sinova mladega umrlega palatina Hartvika II., združila moči z bavarskim vojvodo Konradom Zütphenskim proti cesarju Henriku III. Zavezniki so po neuspehu upora leta 1055 izgubili naslov palatinskega grofa in vse cesarske fevde in dele alodijalne posesti na Koroškem/Štajerskem in Bavarskem.
Šele v reformni dobi je prišlo do novega vzpona. Aribonci iz palatinske linije so ustanovili Milštatski samostan (Aribo II. in Boto), samostan Weißenohe (Aribo II.) in bogato obdarovali samostan Theres (Boto). Kacelin, ki je morda izhajal iz stranske linije, velja za ustanovitelja samostana Možac na Beli med Beljakom in Oglejom ter samostana Dobrla vas v Podjuni. Leta 1099 se je naslov palatinskega grofa Rapota V. Vohburškega vrnil k verjetno sorodnemu aribonskemu potomcu Engelbertu I. Goriškemu, preden so ga leta 1116/1120 prevzeli Wittelsbachi, potem ko se je aribonska palatinska linija leta 1102/1104 z Aribom II. in njegovim bratom Botom Pottensteinskim izumrla.
Druga vodilna imena klana so Kadaloh/Chadaloh/Kadalhoch, Engelbert, Pilgrim, Hartvik, Egilolf in Ditmar.